# 浄円寺 (佐賀市)
浄円寺（じょうえんじ）は、佐賀県佐賀市本庄町鹿子にある日蓮宗の仏教寺院。山号は飯盛山（はんせいざん）。佐賀藩主鍋島家の藩祖以来の外戚家門で、代々重臣をつとめた石井家の菩提寺である。旧本山は佐賀観照院。親師法縁。

## 歴史
室町時代後期に、当地の領主で、千葉家の戚臣・龍造寺家の重臣であった石井忠繁（佐賀藩祖鍋島直茂の義従兄）が、日来上人を招いて建立した。寺号は、忠繁の法名浄円院殿に因んでいる。江戸時代初期には、忠繁の大姪陽泰院（藩祖鍋島直茂正室、初代藩主勝茂生母）が、蓮池城の城門を山門として移築・寄進したという。以来、鍋島家の庇護を受け、鍋島家の外戚家門石井家の菩提寺として重んじられた。なお、妙玉寺はもともと当寺の境内にあったものが独立したものといわれている。
石井忠繁、陽泰院の姉法性院（石井忠俊室）、石井義昌らの墓地がある。陽泰院は姉の菩提寺である当寺を特に保護している。

## 交通
- JR長崎本線佐賀駅よりバスで30分